# Canavalia eurycarpa
Canavalia eurycarpa är en ärtväxtart som beskrevs av Charles Vancouver Piper. Canavalia eurycarpa ingår i släktet Canavalia och familjen ärtväxter. Inga underarter finns listade i Catalogue of Life.